# Friul Intagli Industries
La Friul Intagli Industries è un'azienda mobiliera italiana. Fondata nel 1968 dall'attuale proprietario Inaco Maccan, è il più grande produttore di componenti per mobili nel mondo. L'azienda opera con il settore della grande distribuzione organizzata, producendo mobili in kit e componenti. IKEA è il cliente principale. Le produzioni includono cucine, bagni, camere da letto, uffici, mobili di intrattenimento e mobili per bambini per hotel, crociere, zone residenziali e uffici.
Ha sede principale a Villanova, nel comune di Prata di Pordenone e altre unità produttive nel confinante comune di Portobuffolé, con sedi secondarie in America e Russia.

## Storia
Maccan fondò la Friuli Intagli nel 1968 all'età di 20 anni. Nel 1979 venne fondata la seconda società del Gruppo Maccan, la "Erregiemme",  successivamente incorporata nella Friulintagli.
I dipendenti sono 2100 e il fatturato annuo è di circa 900 milioni di euro.